# Gremlins (jeu vidéo)
Gremlins est un jeu vidéo pour Atari 2600, puis Atari 5200 par Atari. Il est tiré du film Gremlins de Joe Dante.

## Système de jeu
Le but, dans un premier temps, est d'attraper des mogwaïs avant qu'ils ne se ruent sur la nourriture.
Ils partent de la droite en haut avant de plonger vers vous en bas en ligne verticale. Il faut les empêcher de manger la nourriture en bas.
Dans un deuxième temps, les mogwaïs qui ont mangé se transforment en Gremlins et descendent vers vous. Il vous faut, alors, les tuer à l'aide de votre arme. Une fois, qu'ils arrivent en bas, c'est eux qui vous éliminent pour la manche.